# Синеголовый красногузый попугай
Синеголовый красногузый попугай (лат. Pionus menstruus) — птица семейства попугаевых.

## Описание
Длина тела 28 см, хвоста 7 см; вес 245 г. Окраска оперения зелёная. Верхняя часть грудки, голова, зоб и шея кобальтово-синего цвета. На горле имеются вкрапления красных пёрышек. В области ушей расположено пятно чёрно-синего цвета. Крылья зелёные с золотистым оттенком, края главного оперения голубые. Неоперённая зона вокруг глаз серого цвета, радужка тёмно-коричневая. Клюв чёрный, у основания надклювья розоватый.

## Распространение
Обитает в Коста-Рике, центральных районах Бразилии, Боливии, Парагвае и на острове Тринидад.

## Образ жизни
Населяют тропические леса с хорошо развитым подлеском. В горных районах встречается до высоты 1300 м над уровнем моря. Собираются большими стаями на кронах высоких плодовых деревьев. Питаются плодами и семенами, иногда зерном. Любят полакомиться початками кукурузы молочной спелости.

## Размножение
Гнездятся в дуплах деревьев. Самка откладывает от 2 до 4 белых яиц прямо на дно дупла. Через 4 недели появляются птенцы, спустя 9 недель они вылетают из гнезда.

## Содержание
В неволе живут долго, средняя продолжительность жизни 35-45 лет. Быстро привыкают к человеку. Могут научиться произносить отдельные слова. Взрослые попугаи, особенно самцы, могут так сильно привязаться к своему хозяину, что начнут защищать его от других птиц и даже других членов семьи.

## Классификация
Вид включает в себя 3 подвида:
- Pionus menstruus menstruus
- Pionus menstruus reichenowi
- Pionus menstruus rubrigularis